# عملات البيزو الفلبيني
تُصدر عملات البيزو الفلبينية من قبل البنك المركزي الفلبيني للتداول في الفلبين وهي متوفرة حاليًا في سبع فئات. أُستخدم البيزو الفلبيني منذ الحكم الإسباني.

## تاريخ
يشتق البيزو الفلبيني من الدولار الإسباني أو القطع المكونة من ثمانية قطع والتي جلبتها سفن مانيلا بكميات كبيرة في الفترة من القرن السادس عشر إلى القرن التاسع عشر. ومن نفس البيزو الإسباني أو الدولار تشتق البيزوات المختلفة في أمريكا اللاتينية، والدولارات في الولايات المتحدة وهونج كونج، وكذلك اليوان الصيني والين الياباني.

### عصر ما قبل الإسبان
كان الذهب وسيلة مهمة للتبادل في مختلف مناطق الفلبين قبل وصول الإسبان، في شكل حبات ذهبية مختومة تسمى بيلونسيتوس وحلقات مقايضة ذهبية. كانت وحدة العملة الفضية الأصلية هي الروبية أو الروبية (المعروفة محليًا باسم سالابي )، والتي جُلبت عن طريق التجارة مع الهند وإندونيسيا. استمرت السالابي تحت الحكم الإسباني كعملة تيستون تساوي أربعة ريالات أو نصف بيزو إسباني.

### الإدارة الإسبانية
قُدم البيزو الفضي الإسباني بقيمة ثمانية ريالات لأول مرة من قبل بعثة ماجلان في عام 1521 وجُلب بكميات كبيرة بواسطة سفن مانيلا بعد غزو الفلبين عام 1565؛ انظر الدولار الإسباني. استمرت عملة السالابي المحلية تحت الحكم الإسباني كعملة نصف بيزو. بالإضافة إلى ذلك، قُدمت عملات أونزا الذهبية الإسبانية أو عملات الثمانية إسكودو بنفس وزن الدولار الإسباني ولكن قيمتها 16 بيزو فضي.
حتى تأسيس دار سك العملة في مانيلا عام 1857، لم تكن الفلبين تمتلك أموالاً خاصة بها. وكانت العملات الذهبية والفضية التي جلبتها إليها إسبانيا والصين والدول المجاورة، متداولة. الطوائف تتكون من
- بالاسكودو الذهبي :1⁄2، 1، 2، 4، 8 إسكودو؛ تبلغ قيمة كل إسكودو حوالي 2 بيزو فضي أو 16 ريالًا.
- بالريال الفضي :1⁄2، 1، 2، 4، 8 ريال؛ البيزو الواحد يساوي 8 ريال.
- في النحاس:1⁄2 1, 2 كوارتوس؛ 20 قيراطًا بالريال و160 قيراطًا بالبيزو.

تأسست دار سك العملة في مانيلا (أو دار سك العملة في مانيلا) في عام 1857 بهدف توفير العملة الفلبينية الأصغر حجمًا بعد أن أدى اندفاع الذهب في كاليفورنيا عام 1848 إلى ارتفاع تكلفة الفضة واستنزاف مستعمرة الفضة والعملات الذهبية الصغيرة. وقد أنتجت الفئات التالية وفقًا للمعايير الإسبانية، حيث كان 100 سنتيموس يساوي البيزو:
- بالذهب: 1، 2، 4 بيزو؛ تزن الـ 4 بيزو 6.766 جرام من الذهب الخالص 0.875
- بالفضة: 10، 20، 50 سنتيموس؛ 50 سنتيموس تزن 12.98 جرام من الفضة النقية 0.9 (خُفض نقائها إلى 0.835 في عام 1881)

عُلجت ندرة العملات النحاسية التي تعود إلى ما قبل عام 1857 من خلال عملات مزيفة من فئة ربعين (تساوي 1/80 من البيزو) صنعها عمال مناجم النحاس في إيغوروت في كورديليرا. في عام 1897، جلبت إسبانيا عملات فضية بقيمة 1 بيزو بالإضافة إلى 5 و10 سنتيموس دي بيزو لتُقبل من قبل الفلبينيين كعملات بقيمة 1 و2 سنتيموس دي بيزو.

### إدارة الولايات المتحدة
كما قامت الولايات المتحدة أيضًا بضرب العملات المعدنية لاستخدامها في الفلبين من عام 1903 إلى عام 1945. الطوائف المتضمنة1⁄2، واحد سنتافو، خمسة سنتافو، 10 سنتافو، 20 سنتافو، 50 سنتافو، وواحد بيزو. ال1⁄2 سُكت العملات المعدنية من و 1 سنتافو من البرونز، وسُكت العملات المعدنية من فئة 5 سنتافو من النحاس (75٪) - النيكل (25٪)، وسُكت العملات المعدنية من فئة 10 و 20 و 50 سنتافو والبيزو من الفضة. من عام 1903 إلى عام 1906، كانت العملات الفضية تحتوي على نسبة فضة تبلغ 90%، في حين كانت العملات التي سُكت بعد عام 1906 تحتوي على نسبة فضة مخفضة تبلغ 75% للعملات من 10 إلى 50 سنتافو و80% للبيزو. وفي كلتا الحالتين خُلطت الفضة مع النحاس.
ظل وجه هذه العملات المعدنية دون تغيير إلى حد كبير خلال الفترة من 1903 إلى 1945. ال1⁄2تُصوِّر العملات المعدنية من سنتافو، وسنتافو واحد، وخمسة سنتافو رجلاً فلبينيًا راكعًا على سندان، ومطرقة تستقر على جانبه. وهو على الجانب الأيسر (المقدمة)، بينما على الجانب الأيمن (الخلفية) يوجد بركان مشتعل، جبل مايون، يعلوه حلقات من الدخان. هذا الشكل يرمز إلى العمل الجاد الذي يقوم به السكان الأصليون في الفلبين في بناء مستقبلهم.
يأتي الوجه الخلفي للعملات المعدنية في نوعين. سُكت أقدم العملات المعدنية عندما كانت الجزر إقليمًا تابعًا للولايات المتحدة، وهي تحمل شعار الأقاليم الأمريكية. وهو عبارة عن نسر عريض الأجنحة، يجلس على قمة درع مقسم إلى سجلين. يحتوي السجل العلوي على 13 نجمة، ويحتوي السجل السفلي على 13 خطًا عموديًا. يظهر التاريخ في الأسفل، ويظهر "الولايات المتحدة الأمريكية" في الأعلى.
عندما أصبحت الجزر كومنولثًا للولايات المتحدة، أُعتمدت شعارات الكومنولث. يتألف هذا الختم من نسر أصغر بكثير، أجنحته موجهة لأعلى، ويقف فوق درع بزوايا مدببة، فوق مخطوطة مكتوب عليها "كومنولث الفلبين". إنه نمط أكثر انشغالًا، ويُعتبر على نطاق واسع أقل جاذبية.
سُكت مجموعات العملات المعدنية لهواة الجمع من عام 1903 إلى عام 1908. ومن المرجح أن الغالبية العظمى من هذه المجموعات ظلت غير مباعة في وقت إصدارها. بلغ عدد العملات المسجلة في أعوام 1905 و1906 و1908 ما يقرب من 500 عملة.
ألقى المدافعون عن كوريجيدور عددًا كبيرًا من العملات الفضية في المحيط، بدلاً من السماح لليابانيين بتجميع هذه الثروة. أُستعيد كمية كبيرة من الغنائم في وقت لاحق، ولكن الكثير منها كان متآكلاً بشدة.
من بين العملات النادرة في سلسلة الولايات المتحدة والفلبين من وجهة نظر هواة الجمع هي عملة بيزو واحد 1906-S، وخمسة سنتافو 1916-S، وخمسة سنتافو ميول 1918-S، وعشرون سنتافو 1903-S (خاصة في حالة النعناع) وعملة سنتافو واحد 1915-S.
سُكت ثلاث عملات تذكارية للاحتفال بالكومنولث في عام 1936. وتظهر الصور الرئيس فرانكلين د. روزفلت، ورئيس الكومنولث مانويل إل. كيزون، والمفوض السامي الأمريكي فرانك مورفي، الذي شغل أيضًا منصب الحاكم العام الأخير للجزر. سُك 20 ألف قطعة من العملة التذكارية فئة 50 سنتافو، وسُكت من 75% من الفضة، وتزن 10 جرامات (نفس مواصفات العملات الأخرى فئة 50 سنتافو). وقد سُك 10 آلاف قطعة من العملات التذكارية من فئة بيزو واحد. يبلغ وزنها 20 جرامًا، وهي مكونة من 90% من الفضة.

#### عملة مستعمرة كوليون للمصابين بالجذام
تأسست مستعمرة كوليون لمرضى الجذام في مايو 1906 من قبل الحكومة الجزرية لجزر الفلبين في جزيرة كوليون، بالاوان. صُمم على غرار مستوطنة كالوبابا للجذام في مولوكاي، هاواي. صُدرت عملة كوليون خاصة بها بسبب الاعتقاد الخاطئ بأن مرض الجذام يمكن أن ينتقل عن طريق التعامل مع الأموال. كان يُسمح فقط لنزلاء المستعمرة باستخدام ما يُعرف عمومًا بـ"عملة المصابين بالجذام". وكان يُحظر على النزلاء استخدام العملة الفلبينية العادية، كما كان يُحظر على غير المصابين بالجذام استخدام عملة كوليون. سُك الإصدارين الأول والثاني (1913 و1920) من الألومنيوم بواسطة مؤسسة فرانك وشركاه. سُكت جميع الإصدارات اللاحقة بواسطة دار سك العملة في مانيلا التي أعيد افتتاحها حديثًا. وكان الإصدار الثالث (1922) أيضًا من الألومنيوم، ولكن الإصدارات الرابع والخامس والسادس (1925، 1927، و1930) كانت من سبائك النحاس والنيكل. وكان العدد السادس هو العدد الأخير. في المجموع، سُك حوالي 169000 عملة معدنية لمستعمرة كوليون للمصابين بالجذام، بين عامي 1913 و1930.
بحلول عشرينيات القرن العشرين، خُففت قوانين الفصل العنصري. بدأ المستوطنون غير المصابين بالجذام (المعروفون محليًا باسم سانو) في القدوم إلى الجزيرة، وكان معظمهم من أفراد عائلات الآلاف من السجناء الذين نُقلوا قسراً إلى الجزيرة خلال برنامج الفصل العنصري. ومع ذلك، ظل تبادل الأموال بين السجناء المصابين بالجذام والمستوطنين غير المصابين بالجذام محظورًا. في عام 1942، أثناء الغزو الياباني للفلبين في الحرب العالمية الثانية، قُطع كوليون عن مانيلا، مما أدى إلى نقص العملة. أصدرت السلطات المحلية في كوليون عملة طوارئ مطبوعة على الورق، مع فئات السنتافو على الورق الوردي وفئات البيزو على الورق الأزرق. وفي وقت لاحق هاجم اليابانيون الجزيرة ودمروا ميناءها وبرج الراديو ومولدات الكهرباء، مما أدى إلى قطع جميع الإمدادات والاتصال بالجزيرة. وقد أدى ذلك إلى انتشار المجاعة على نطاق واسع، مما أدى إلى وفاة 2000 شخص. كما قُتل أيضًا أشخاص فروا من الجزيرة. ولم يكن بمقدور سلاح الجو الأمريكي إسقاط الإمدادات على الجزيرة بالمظلات إلا في عام 1945.
بعد الاستقلال، عُدل قانون الفصل العنصري للسماح بالعزل والعلاج في المنازل الخاصة، مما أدى إلى إزالة الحاجة إلى مستعمرة للمصابين بالجذام. بحلول ثمانينيات القرن العشرين، نجحت العلاجات المتعددة الأدوية في تقليص حالة مرض الجذام إلى مرض قابل للعلاج. وفي عام 2006، أعلنت منظمة الصحة العالمية أنها منطقة خالية من مرض الجذام. أُقفت العملة ولكنها لا تزال تحظى بشعبية بين هواة جمع العملات.

### بعد استقلال الفلبين، 1946-1994

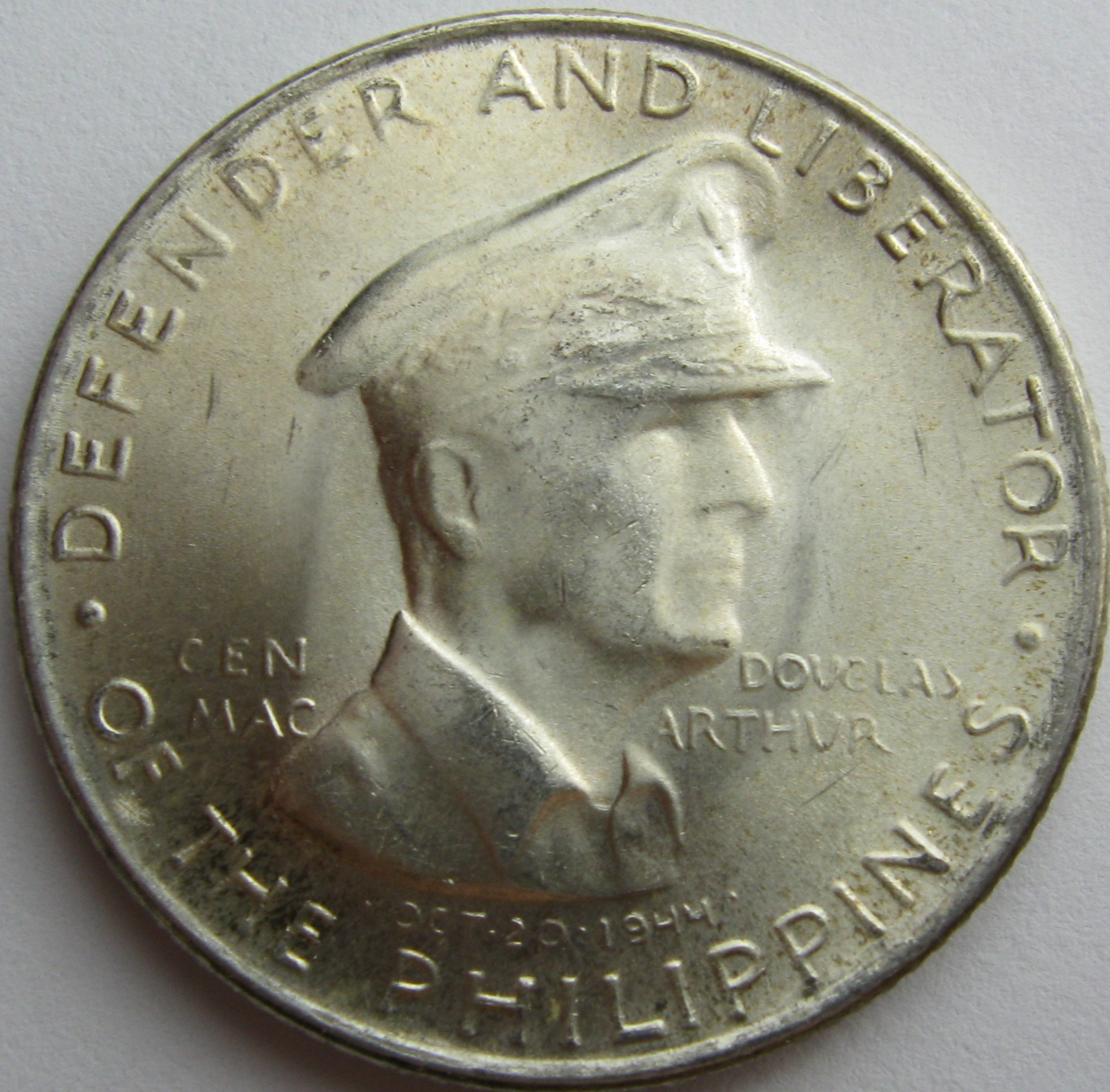
عملة تذكارية تحمل صورة دوغلاس ماك آرثر.

بعد منح الاستقلال للفلبين في عام 1946، لم تُسك أي عملات معدنية للجمهورية الفلبينية حتى عام 1958، باستثناء إصدار تذكاري فضي صغير في عام 1947 لتكريم الجنرال دوغلاس ماك آرثر. سُكت مجموعه 200 ألف عملة معدنية من فئة 50 سنتافو و100 ألف بيزو، تحمل صورة الجنرال على الوجه وشعار النبالة الوطني على الوجه الآخر. ضُربت في دار سك العملة في سان فرانسيسكو، وهي تحمل علامة "S" أسفل التاريخ.
في عام 1958، أُستبدل 20 سنتافو بـ 25 سنتافو وغُير حجم جميع العملات المعدنية لتكون بنفس قطر نظيراتها الأمريكية، وإن كان ذلك باستخدام معادن أساسية أكثر، غير السنتافو. أُحتفظ بنفس تصميمات الرجل الجالس مع السندان والبركان أو الحرية الواقف مع السندان والبركان على الوجه الأمامي بينما يهيمن ختم البنك المركزي الفلبيني على الوجه الخلفي. سُكت هذه العملات المعدنية بواسطة دار سك العملة في فيلادلفيا من عام 1958 حتى عام 1963، ثم بواسطة دار سك العملة الملكية في إنجلترا واتحاد المعادن الألماني في ألمانيا الغربية في عام 1965 (بتاريخ 1964) و1966. نظرًا لجميع الإصدارات اللاحقة التي تستخدم اللغة التاغالوغية، غالبًا ما يشار إلى هذه العملة باسم السلسلة الإنجليزية لأنها تستخدم اللغة الإنجليزية.
قُدمت السلسلة التالية في عام 1967، حيث قدمت صورًا لأبطال وطنيين فلبينيين مختلفين، واستخدام اللغة التاغالوغية (أو "الفلبينية")، ومن هنا جاءت تسميتها بالسلسلة الفلبينية. قُلصت أحجام العملات المعدنية. سُكت هذه العملات المعدنية بواسطة دور سك العملة المختلفة في الولايات المتحدة، باستثناء بعض القطع النقدية بقيمة 50 سنتافو والتي يعود تاريخها إلى عام 1972 والتي سُكت في سنغافورة، وعدد من الإصدارات التذكارية التي سُكت بواسطة دار سك العملة شيريت في كندا. في عام 1972، أعيد طرح فئة البيزو الواحد.

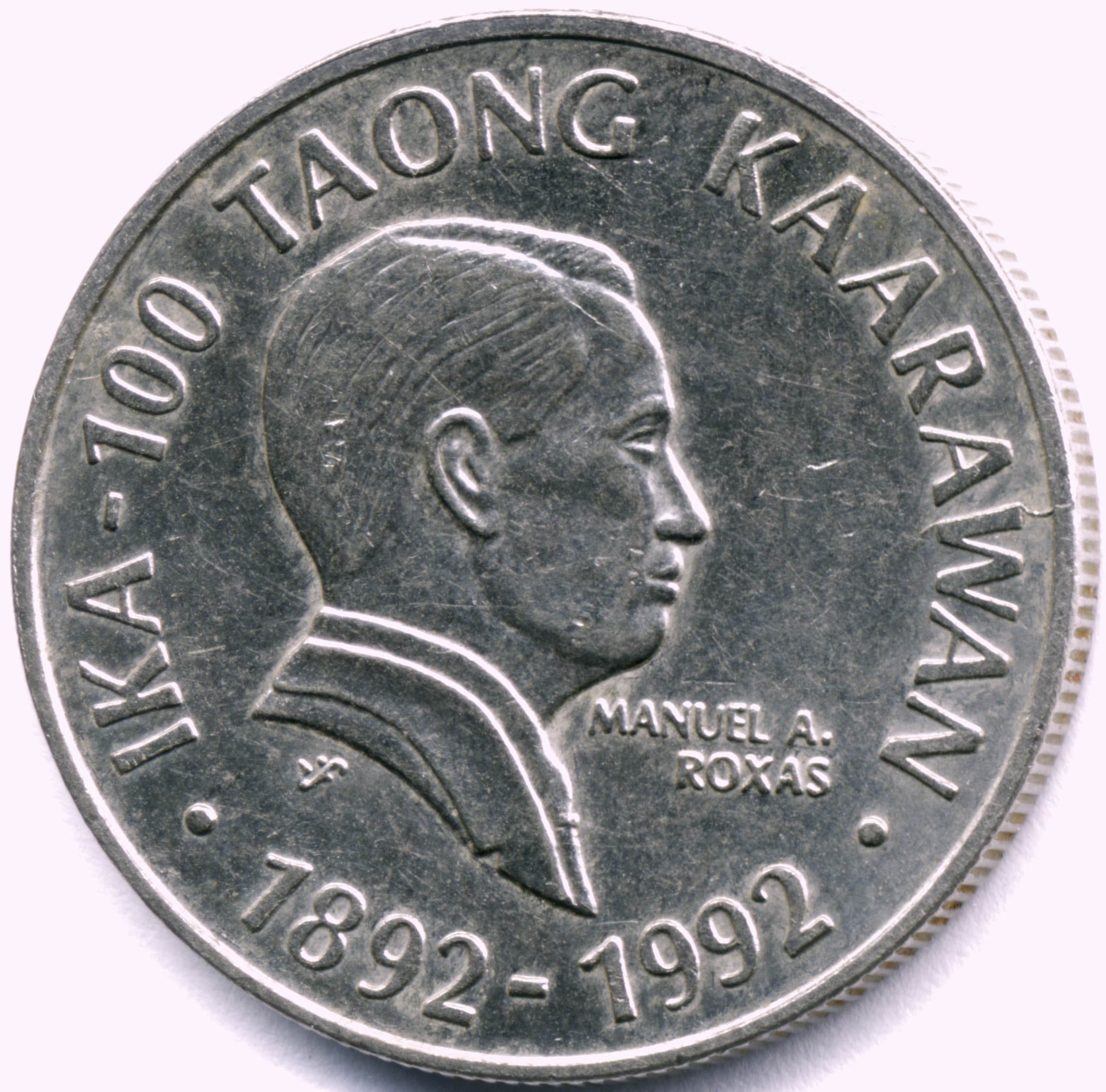
خلال الوقت الذي سُكت فيه سلسلة النباتات والحيوانات، صُدرت عملات تذكارية، وهذه العملة تخلد الذكرى المئوية لميلاد مانويل روكساس، وكانت الفئة عبارة عن عملة بقيمة 2 بيزو.

إحياءً لذكرى إعلان فيديناند ماركوس للأحكام العرفية (الذي أطلق عليه اسم "أنج باجونج ليبونان،" المجتمع الجديد)، سلسلة جديدة من العملات المعدنية في عام 1975، يشار إليها باسم سلسلة أنج باجونج ليبونان. أُلغيت فئة الخمسين سنتيمو وحل محلها إصدار جديد من فئة الخمسة بيزو. وقد قدمت مجموعة متنوعة من دور سك العملة هذه العملات المعدنية، بما في ذلك دار سك العملة الملكية في إنجلترا، ودار سك العملة الألمانية في ألمانيا الغربية، ودار سك العملة في فيلادلفيا وسان فرانسيسكو في الولايات المتحدة، ودار سك العملة في فرانكلين (دار سك عملة خاصة أيضًا في الولايات المتحدة)، ودار سك العملة في شيريت في كندا، وأخيرًا دار سك العملة الفلبينية الخاصة، بمجرد افتتاحها وقدرتها على إنتاج العملات المعدنية. منذ هذه النقطة، أنتجت دار سك العملة الفلبينية (بانجكو سنترال بيليبيناس، "BSP") كل العملات الفلبينية تقريبًا.
بعد ثماني سنوات، أفسحت سلسلة أنج باجونج ليبونان الطريق لسلسلة جديدة بعنوان سلسلة النباتات والحيوانات، حيث بدأت العملات المعدنية، بالإضافة إلى إبراز الأبطال الوطنيين الفلبينيين المختلفين كما في السابق، في إبراز أشكال الحياة النباتية والحيوانية المختلفة الأصلية في الفلبين. أُعيد طرح فئات الخمسين سنتيمو والـ 2 بيزو، والتي لم تُسك كعملة معدنية منذ أن سكها الإسبان بالذهب. أُوقفت فئة الخمسة بيزو، ولكن أُستئنفت (بحجم أصغر جديد) بالتزامن مع السنوات الأربع الأخيرة من سلسلة النباتات والحيوانات المحسنة والتي تضمنت أحجامًا مخفضة لجميع الفئات. أُصدرت سلسلة النباتات والحيوانات في الفترة من 1983 إلى 1994.

### القضايا الفلبينية منذ عام 1995
في عام 1995، قُدمت سلسلة BSP الجديدة، والتي لا تزال متداولة حتى اليوم. هذه السلسلة الحالية فقط من العملات المعدنية هي العطاء القانوني منذ 1 مايو 2020، عندما قام بنك Bangko Sentral ng Pilipinas بإلغاء العملات التذكارية ضمن سلسلة Flora and Fauna. كانت العملات المعدنية ضمن هذه السلسلة تشمل في الأصل 1، 5، 10 و 25 سنتيمو، 1 بيزو و 5 بيزو. أُضيفت عملة معدنية ثنائية المعدن بقيمة 10 بيزو في عام 2000 لتحل محل ورقة الـ 10 بيزو في العام التالي في عام 2001.
في الآونة الأخيرة، دخلت العملات المزيفة من فئة 10 و5 بيزو والتي يعود تاريخها إلى عامي 2001 و2002 إلى التداول. وبناء على ذلك، أصدر البنك المركزي الفلبيني تحذيرا واتخذ عدة تدابير أمنية بشأن استيراد وتزوير العملات المعدنية الفلبينية. وذلك لأن البنك المركزي الباكستاني أعلن عن وجود نقص مصطنع في العملات المعدنية في يونيو/حزيران 2006. طلب البنك المركزي البنغلاديشي من الجمهور استخدام جميع العملات المعدنية الصغيرة أو استبدالها بالأوراق النقدية في البنوك المحلية أو المؤسسات المالية الأخرى.
لا تزال الفئات التي تبلغ قيمتها 25 سنتيمو (حوالي 0.005 دولار أمريكي) وما دون تصدر، ولكن أصبح ينظر إليها بشكل متزايد على أنها مصدر إزعاج. رفضت الحكومة والبنك المركزي الكولومبي المقترحات الخاصة بسحب وإلغاء تداول جميع العملات المعدنية التي تقل قيمتها عن بيزو واحد.
في 29 نوفمبر 2017، أعلنت Bangko Sentral ng Pilipinas عن إطلاق أول عملة معدنية في سلسلة عملات الجيل الجديد للتداول بدءًا من ديسمبر 2017. احتفالاً بالذكرى 154 لميلاد أندريس بونيفاسيو، كانت أول عملة تُصدر هي العملة الجديدة ذات اللون الفضي بقيمة 5 بيزو والتي تحمل صورة بونيفاسيو على الوجه الأمامي، لتحل محل إميليو أجوينالدو. ويظهر على الوجه الآخر مصنع تايباك وشعار BSP الجديد. قُدمت بقية سلسلة عملات NGC في 26 مارس 2018.
أُصدرت بقية السلسلة في مارس 2018 وتتكون من 1 و 5 و 25-sentimo و 1 و 10-piso. أُضيفت عملة معدنية بقيمة 20 بيزو إلى السلسلة في 17 ديسمبر 2019، وذلك لاستبدال الأوراق النقدية بقيمة 20 بيزو المستخدمة بشكل مفرط بعملة معدنية يمكن أن تستمر لمدة 10-15 عامًا أطول في التداول. 

## العملات المعدنية المتداولة سابقًا

### قضايا الكومنولث
في عام 1935، عندما تاسس الكومنولث من قبل الكونجرس الأمريكي، قاموا بإصدار مجموعة تذكارية مكونة من ثلاث قطع (بيعت بشكل سيئ للغاية) لإحياء ذكرى هذه المناسبة. في عام 1937، كُيف شعار الكومنولث مع جميع العملات المتداولة. (علامات النعناع هي M لمانيلا، وD لدينفر، وS لسان فرانسيسكو، ولا توجد علامة نعناع لفيلادلفيا)

### المسلسلات الانجليزية
في عام 1958، قُدمت عملة معدنية جديدة بالكامل من معادن أساسية، تتكون من 1 سنتافو من البرونز، و5 سنتافو من النحاس الأصفر، و10 و25 و50 سنتافو من النيكل والنحاس الأصفر. أُلغي تداول هذه السلسلة بعد 31 أغسطس 1979، باستثناء فئة 10 سنتافو التي أُلغي تداولها فقط بعد 2 يناير 1998.

### سلسلة الفلبينيين
في عام 1967، غُيرت العملة المعدنية لتعكس استخدام الأسماء الفلبينية لوحدات العملة. أعيد طرح العملات المعدنية بقيمة 1 بيزو في عام 1972. أُلغي المسلسل بعد 2 يناير 1998.

### سلسلةأنج باجونج ليبونان
في عام 1975، قُدمت سلسلة Ang Bagong Lipunan ( المجتمع الجديد )، مع تضمين عملات معدنية بقيمة 5 ₱ لهذه السلسلة. أُستبدل النيكل والنحاس بالنيكل في ذلك العام. أُلغي المسلسل بعد 2 يناير 1998. هذه السلسلة مميزة لأنها تتضمن أيضًا عملات معدنية ذات أشكال خاصة، ولكنها تنطبق فقط على عملات سنتيمو 1 و5.

### سلسلة النباتات والحيوانات
قُدمت سلسلة النباتات والحيوانات في عام 1983 والتي تضمنت عملات معدنية بقيمة 2 ₱. استخدمت هذه السلسلة الخط Optima. وزعت العملات المعدنية ذات الحجم المخفض من فئة 25 سنتيمو، و50 سنتيمو، و1 بيزو و2 بيزو، وأُعيد طرح العملات المعدنية من فئة 5 بيزو اعتبارًا من 1 أبريل 1991. توقف إنتاج العملات المعدنية من فئة 50 سنتيمو و2 بيزو في عام 1995. أُلغي تداول العملات الرئيسية والعملات التذكارية المرتبطة بالعملات الأصلية الأكبر حجمًا ₱1 و₱2 الصادرة عام 1983 في 2 يناير 1998 و1 مايو 2020 على التوالي، مما جعل السلسلة خاضعة لمسؤولية بنك بانجكو سنترال نج فيليبيناس (BSP) لمدة 37 عامًا من 30 سبتمبر 1983 إلى مايو 2020.
سلسلة النباتات والحيوانات كانت تحتوي على خطأ في بعض العملات المعدنية في عام 1983. كان النص المكون من 10 سنتافو للاسم العلمي للقوبي الفلبيني هو " Pandaka pygmea " بدلاً من " Pandaka pygmaea " وكانت العملة المعدنية فئة 50 سنتافو للنسر الفلبيني " Pitheco b haga jefferyi " بدلاً من " Pitheco p haga jefferyi".

## العملات المتداولة

### سلسلة عملات BSP
في ديسمبر 1995، أُصدرت مجموعة جديدة من العملات المعدنية والأوراق النقدية التي حملت الشعار الجديد للبنك المركزي الكولومبي: 5 و 1 بيزو و 25 و 10 و 5 و 1 سنتيمو، بهدف إلغاء جميع السلاسل السابقة في 3 يناير 1998. في 10 يوليو 2001، أصدر البنك المركزي الباكستاني عملة معدنية بقيمة 10 بيزو للتداول العام احتفالاً بالذكرى السنوية الثامنة لتأسيسه. تحتوي على صورتين لأندريس بونيفاسيو وأبوليناريو مابيني بشكل مشترك أو مترادف على الجانب الأمامي. يحمل الجانب الخلفي ختم Bangko Sentral ng Pilipinas والذي يتوافق مع التصميم الخلفي الشائع للفئات الست الأخرى. كانت هذه فئة إضافية للعملة المتداولة حاليًا وبديلاً للورقة النقدية NDS بقيمة 10 بيزو. كما هو الحال مع سلسلة Flora and Fauna السابقة لها، فقد استخدمت أيضًا خط Optima.
لم تكن العملات المعدنية من فئة 5 بيزو الصادرة في أعوام 1995 و1997 و1998 تحمل علامات دار سك العملة، ولكن العملات المعدنية الصادرة منذ عام 1999 فصاعداً كانت تحمل علامات دار سك العملة. سُكت العملات المعدنية الصادرة في عام 1995، و1997، و1998 (بدون علامة دار سك العملة) بواسطة دار سك العملة الملكية الكندية. ومع ذلك، لم تُسك جميع العملات المعدنية لعامي 1997 و1998 بواسطة دار سك العملة الملكية الكندية، بل سُكت عدد لا بأس به منها بواسطة البنك المركزي الكندي (مع علامة دار سك العملة).

### سلسلة عملات الجيل الجديد
في 26 مارس 2018، قدم بنك Bangko Sentral ng Pilipinas سلسلة العملات المعدنية من الجيل الجديد والتي تُداولت من خلال البنوك في اليوم التالي. تتميز السلسلة الجديدة بالنباتات الفلبينية الأصلية. تُظهر العملات المعدنية المقومة بسنتيمو تمثيلًا منمقًا للعلم الفلبيني على الوجه الأمامي. تُظهر العملات المعدنية المقومة بالبيزو صور الأبطال الوطنيين المشهورين في الفلبين على الوجه الأمامي. ومع ذلك، فإن عملة العشرة سنتيمو ليست مدرجة في هذه السلسلة، لأنها أزيلت من التداول العام. تستخدم هذه السلسلة خط Twentieth Century وخط Arial (عملة 20 بيزو فقط).
في يوليو 2019، أعلن البنك المركزي البنغلاديشي عن خطط لاستبدال ورقة نقدية بقيمة 20 ₱ بعملة معدنية بقيمة 20 ₱ بحلول الربع الأول من عام 2020.
في سبتمبر 2019، توصل بنيامين ديوكنو (محافظ بنك باهوجان ساماج الحالي) أخيرًا إلى حل لعملة ₱5 التي يُخلط بينها دائمًا وعملات ₱1 الحالية، حيث ستكون عملة ₱5 الجديدة التي ستسك ذات شكل مثمن. كما صُممت عملة ₱20 أخيرًا في نفس الشهر وصُدرت كلتا العملتين في 17 ديسمبر 2019.

### العملات التذكارية القانونية الحالية
في 9 ديسمبر 2011، أصدر Bangko Sentral ng Pilipinas عملة تذكارية بقيمة بيزو واحد احتفالًا بالذكرى الـ 150 لميلاد خوسيه ريزال. العملات المعدنية لها نفس أبعاد العملات المعدنية المتداولة من فئة البيزو الواحد مع وجه ريزال من الأمام بدلاً من الجانب. وتحمل العملة الجديدة أيضًا شعار البنك المركزي الجديد وهي عملة قانونية مع السلسلة الحالية.
في 18 ديسمبر 2013، أصدر Bangko Sentral ng Pilipinas عملة تذكارية من فئة عشرة بيزو احتفالًا بالذكرى الـ 150 لميلاد أندريس بونيفاسيو. العملات المعدنية لها نفس الأبعاد ولكن التصميم تغير. كما تضمنت أيضًا الشعار الجديد للبنك المركزي وهي أيضًا عملة قانونية.
في 22 ديسمبر 2014، أصدر البنك المركزي الفلبيني ثلاث عملات تذكارية، عملة بقيمة خمسة بيزو لإحياء الذكرى السبعين لإنزال خليج ليتي، وعملة بقيمة خمسة بيزو لتكريم الفلبينيين في الخارج تحت عنوان "باجونج باياني" وعملة بقيمة عشرة بيزو للاحتفال بالذكرى المائة والخمسين لميلاد أبوليناريو مابيني.
في 14 يناير 2015، أصدر الحزب الاشتراكي الكولومبي عملتين تذكاريتين محدودتي الإصدار بمناسبة الزيارة البابوية للبابا فرانسيس، عملة بقيمة 50 بيزو مصنوعة من الفولاذ المصنوع من النيكل والنحاس، وعملة بقيمة 500 بيزو مصنوعة من الذهب النوردي مطلية بالذهب. سُك شعار خاص بموضوع "الرحمة والشفقة" على الجانب الخلفي من كلتا العملات المعدنية، وذلك بعد صدور مرسوم البابا في وقت لاحق من ذلك العام للاحتفال باليوبيل الاستثنائي للرحمة. تُسك العملات المعدنية بموجب اتفاقية ترخيص مع الفاتيكان. كلا العملتين قانونيتان. أُوقف إنتاج وإصدار عملتين إضافيتين من الفضة والذهب من فئة 1000 بيزو و10000 بيزو بسبب القيود في عملية الشراء.
في 21 ديسمبر 2015، أصدر البنك المركزي الكولومبي عملة تذكارية بقيمة 10 بيزو تكريمًا للجنرال ميغيل مالفار، في الوقت المناسب لذكرى ميلاده الـ 150.
في 27 يناير 2017، أصدر البنك المركزي الفلبيني عملة تذكارية بقيمة بيزو واحد تكريمًا لرئاسة الفلبين لرابطة دول جنوب شرق آسيا (آسيان).
في أغسطس ونوفمبر 2017، أصدر الحزب الاشتراكي الفلبيني عملات معدنية تذكارية بقيمة بيزو واحد وعملة معدنية بقيمة 10 بيزو، كلاهما تكريمًا للذكرى المئوية لميلاد المعلم والمؤرخ هوراسيو دي لا كوستا والذكرى المائة والخمسين لميلاد ثلاثة ضباط من الجيش الثوري الفلبيني، الجنرالات أرتيميو ريكارتي وإيسيدورو توريس وأنتونيو لونا.
في 11 مارس 2022، أصدر حزب باهوجان ساماج عملة تذكارية بقيمة 125 بيزو تكريمًا للذكرى السنوية الـ 125 لاستشهاد الدكتور خوسيه ريزال.

## روابط خارجية
- سينسيليو